# Cicaré CH-14 Aguilucho
El Cicaré CH-14 Aguilucho es un helicóptero experimental ligero y de ataque biplaza construido por Cicaré Helicópteros S.A. de Argentina. El helicóptero está pensado para su uso tanto en lo civil, lo militar y en las fuerzas de seguridad.

## Diseño y desarrollo
El proyecto nació del interés del Ejército Argentino en desarrollar un helicóptero ligero con tecnología nacional sobre la base de la experiencia de Augusto Cicaré.
En enero de 2006 Cicaré S.A. comenzó el diseño y la producción del prototipo experimental y en marzo de 2007 se realizaron los primeros vuelos de prueba. El 23 de noviembre de 2008 el Ejército Argentino presentó el prototipo de helicóptero ligero CH-14 Aguilucho. La aeronave fue presentada en la ceremonia de conmemoración del día de la Aviación de Ejército, durante la cual se realizó además un desfile aéreo en el que participaron numerosas aeronaves.
En el desarrollo del proyecto se destaca la participación del Departamento Técnico del Comando de aviación del Ejército y Batallón de Abastecimiento y Mantenimiento de Aeronaves 601, la Facultad de Ingeniería Aeronautica de la Universidad Nacional de La Plata, CITEFA y numerosos proveedores argentinos. El CH-14 tendrá aplicaciones civiles, de seguridad y militares. En el ámbito militar se prevé utilizarlo para la exploración e instrucción.
Uno de los objetivos del proyecto es el de instaurar en el ámbito argentino una base tecnológica, que en la actualidad está reservada tan sólo a las naciones altamente industrializadas. Además, está el de permitir el desarrollar la industria aeronáutica local a través de la transferencia de tecnología a proveedores y especialistas en áreas afines. Aparte, uno de los más claves es el de prever de soluciones nacionales (argentinas) a las necesidades de las Fuerzas Armadas y de Seguridad Argentinas. Su fundamentación radica en el hecho de crear un producto atractivo y accesible al mercado exterior enteramente de producción local.

## Funciones Proyectadas
Civiles
Trabajo agrícola
Instrucción y entrenamiento de pilotos
Lucha contra incendios
Fotografía y filmaciones aéreas
Seguimiento de líneas de alta tensión
Revisión de gasoductos
Transporte personal y actividades recreativas
Fuerzas de Seguridad
Control fronterizo
Control de tránsito y patrullaje
Operaciones de guardacostas
Fuerzas Armadas
Instrucción y entrenamiento de pilotos
Entrenamiento IFR y NVG de pilotos
Operaciones de exploración y reconocimiento

## Especificaciones
Referencia datos: 

### Características generales
- Tripulación: 2
- Carga: 740 kg (1631 lb)
- Longitud: 9,8 m (32,2 ft)
- Diámetro rotor principal: 10 m (32,8 ft)
- Altura: 3,3 m (10,8 ft)
- Peso vacío: 750 kg (1653 lb)
- Peso máximo al despegue: 1450 kg (3195,8 lb)
- Planta motriz: 1× Turboeje Rolls Royce (Allison) 250C-20B.
  - Potencia: 269 kW (370 HP; 365 CV) 

  - Potencia continua: 340 hp

### Rendimiento
- Velocidad máxima operativa (Vno): 240 km/h (149 MPH; 130 kt)
- Velocidad crucero (Vc): 210 km/h (130 MPH; 113 kt)
- Alcance: 600 km (324 nmi; 373 mi)
- Techo de vuelo: 4500 m (14 764 ft)
- Régimen de ascenso: 8 m/s (1575 ft/min)

### Aeronaves similares
- OH-6 Cayuse
- OH-58 Kiowa
- PZL SW-4 Puszczyk
- Mil Mi-34

### Desarrollos relacionados
- CH-12
- FAdeA AE-350